# Grejeg
Grejeg is een bestuurslaag in het regentschap Gresik van de provincie Oost-Java, Indonesië. Grejeg telt 359 inwoners (volkstelling 2010).